# Bărzila
Bărzila – wieś w Rumunii, w okręgu Prahova, w gminie Păcureți. W 2011 roku liczyła 466 mieszkańców.